# Phare Akra Monemvasia
Le phare Akra Monemvasia, également appelé phare Monemvasia, est situé au château de Monemvasia en Grèce. Il est achevé en 1896.

## Caractéristiques
De l'ancien phare, il ne subsiste que sa base située sur l'ancienne maison du gardien. Il est inactif, mais sa lumière a été déportée sur une structure métallique à proximité. Celle-ci s'élève à 15 mètres ou 17 mètres au-dessus de la mer Égée.

## Codes internationaux
- ARLHS[4] : GRE-098
- NGA : 15092
- Admiralty[5] : N 4080

## Source
(en) [PDF] List of lights radio aids and fog signals - 2011 - The west coasts of Europe and Africa, the mediterranean sea, black sea an Azovskoye more (sea of Azov) (la liste des phares de l'Europe, selon la National Geospatial - Intelligence Agency)- Version 2011 - National Geospatial - Intelligence Agency - p. 262

## Liens connexes
- Monemvasia
- Liste des phares en Grèce